# Automobiles Panthère
Automobiles Panthère war ein französischer Hersteller von Automobilen.

## Unternehmensgeschichte
Das Unternehmen mit Firmensitz am Boulevard de Grenelle in Paris begann 1922 mit der Produktion von Automobilen. Der Markenname lautete Panthère. 1923 endete die Produktion.

## Fahrzeuge
Das einzige Modell war ein Kleinwagen. Für den Antrieb sorgte ein Vierzylinder-Einbaumotor von Ruby mit 904 cm³ Hubraum. Der Motor war vorne im Fahrzeug montiert und trieb über eine Kardanwelle die Hinterachse an. Das Getriebe hatte drei Gänge.